# Рассел, Джон, 6-й герцог Бедфорд
Джон Рассел (англ. John Russell; 6 июля 1766, Уобёрн Эбби, Бедфордшир, Великобритания — 20 октября 1839) — британский аристократ и политик-виг, 11-й барон Рассел, 6-й барон Хоуленд, 10-й граф Бедфорд, 6-й маркиз Тависток, 6-й герцог Бедфорд с 1802 года, кавалер ордена Подвязки. Заседал в Палате общин в 1788—1802 годах под именем лорд Рассел, занимал пост лорда-лейтенанта Ирландии в 1806—1807 годах. Отец Джона Рассела, 1-го барона Рассела, премьер-министра Великобритании.

## Биография
Джон Рассел родился 6 июля 1766 года в Уобёрн Эбби, Бедфордшир, и стал вторым сыном Фрэнсиса Рассела, маркиза Тавистока, наследника Джона Рассела, 4-го герцога Бедфорда. Матерью Джона была Элизабет ван Кеппель, младшая дочь Виллема ван Кеппеля, 2-го графа Албермарла.
Как и большинство Расселов, Джон принадлежал к партии вигов. Он был депутатом Палаты общин от Тавистока в 1788—1802 годах (с перерывом в 1790 году), пока не занял место в Палате лордов после смерти своего старшего брата Фрэнсиса. Рассел занимал пост лорда-лейтенанта Ирландии во время правления вигов в 1806—1807 годах. Как и многие его политические союзники, он выступал против войны на Пиренейском полуострове, полагая, что она не может быть выиграна. Вместе с сыном герцог финансировал многие антивоенные издания. В 1806 году он стал членом Тайного совета, в 1830 — кавалером ордена Подвязки.
Столичной резиденцией сэра Джона был Бедфорд-Лодж — дом на Кэмпден-Хилл, в котором прежде жили в разное время генерал сэр Джон Фрейзер и майор Колгрейв. Это здание было перестроено архитектором герцога Джеффри Уайаттом; после смерти Рассела оно стало знаменитым центром светских собраний, а в 1853 году перешло к 8-му герцогу Аргайлу и получило название Аргайл-Лодж.

## Семья

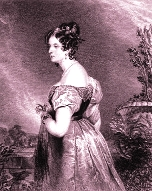
Джорджиана, герцогиня Бедфорд, вторая супруга 6-го герцога Бедфорда

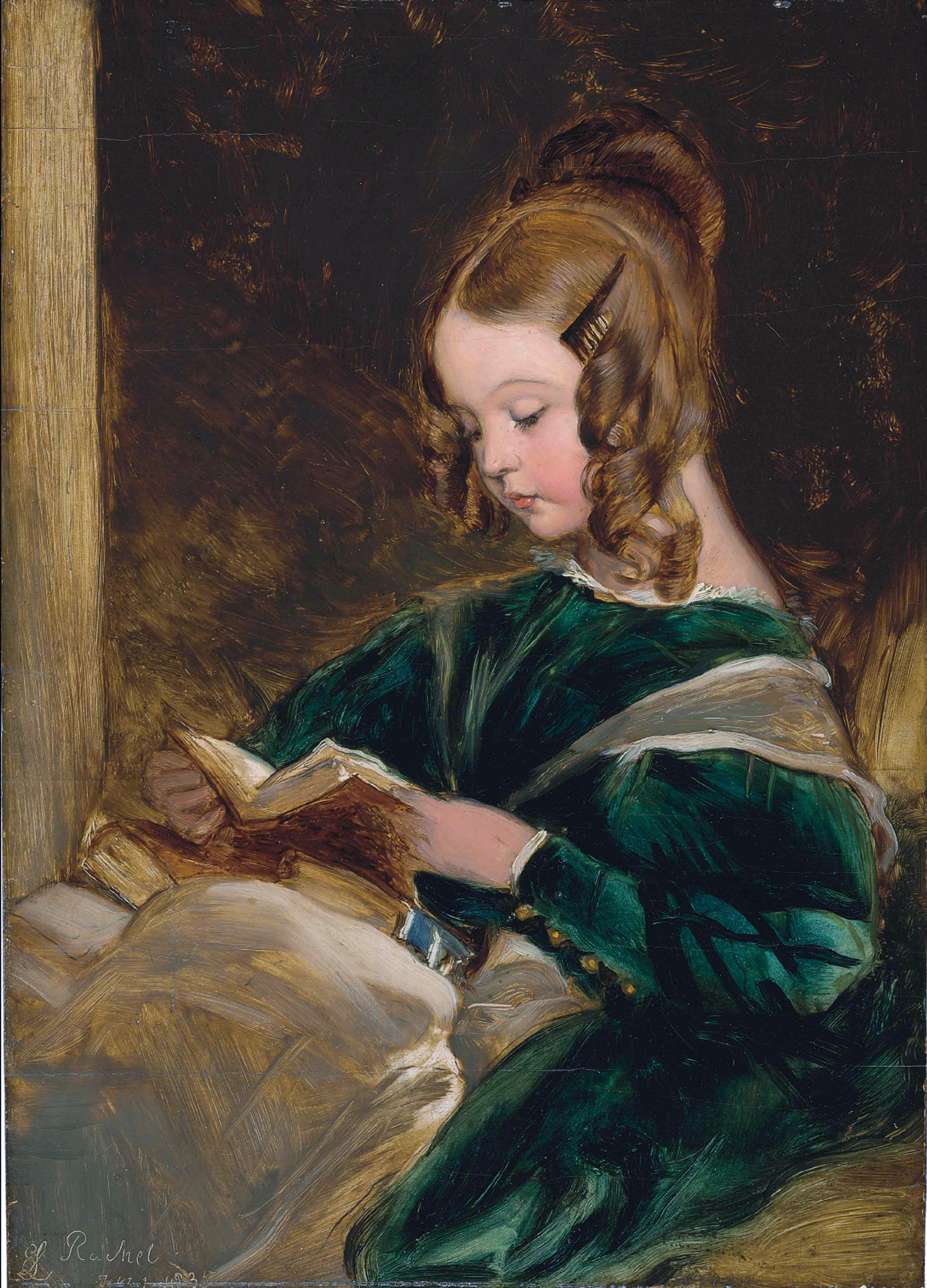
Рэйчел Рассел (1826—1898), младшая дочь 6-го герцога Бедфорда от второго брака. По слухам, Рэйчел была дочерью Эдвина Ландсира

21 марта 1786 года в Брюсселе Джон Рассел женился на Джорджиане Бинг, дочери Джорджа Бинга, 4-го виконта Торрингтона, и Люси Бойл. В этом браке родились трое сыновей:
- Фрэнсис (13 мая 1788 — 14 мая 1861), 7-й герцог Бедфорд[1];
- Джордж Уильям[англ.] (8 мая 1790 — 16 июля 1846)[5];
- Джон Рассел (18 августа 1792 — 28 мая 1878), премьер-министр Соединенного Королевства и дед философа Бертрана Рассела[6][7].

После смерти Джорджианы в октябре 1801 года герцог женился (23 июня 1803) на Джорджиане Гордон, дочери Александра Гордона, 4-го герцога Гордона, и Джейн Максвелл . В этом браке родились 10 детей:
- Ризли (11 мая 1804 — 6 апреля 1886)[7];
- Эдвард (24 апреля 1805 — 21 мая 1887), адмирал[7];
- Чарльз (10 февраля 1807 — 29 июня 1894), подполковник[7];
- Фрэнсис (1808—1869), офицер военно-морского флота;
- Джорджиана (23 июня 1810 — 22 марта 1867), жена Чарльза Ромилли;
- Луиза (8 июля 1812 — 31 марта 1905), жена Джеймса Гамильтона, 1-го герцога Аберкорна;
- Генри (? — 2 мая 1842), офицер военно-морского флота;
- Космо (1817—1875);
- Александр (16 сентября 1821 — 10 января 1907), генерал;
- Рейчел (1826 — 21 февраля 1898), жена лорда Джеймса Батлера, сына Джеймса Батлера, 1-го маркиза Ормонда.

Герцогиня Бедфорд была известной покровительницей искусств. Несмотря на её долгие отношения с художником сэром Эдвином Ландсиром, брак Расселов считался счастливым. Герцогиня Бедфорд умерла в феврале 1853 года в возрасте 71 года.